# Піски (Гагарінський район)
Піски (рос. Пески) — присілок Гагарінського району Смоленської області Росії. Входить до складу Гагарінського сільського поселення.
Населення — 2 особи (2007 рік).